# عتمريس إيوي
العَتْمَريس الإيُويّ (باللاتينية: Automeris io) أحد أنواع العتمريس [بالفرنسية] التي تتميز بتلونها بألوان زاهية، سميت تيمناً باسم إيو، وهي حورية في الميثولوجيا الإغريقية.
يكون الذكور أكثر تلوناً من الإناث، حيث يسود اللون الأصفر على أجنحة الذكور، بينما تتميز أجنحة الإناث بلونها البني أو البني المحمر. كذلك، توجد بقع عينية سوداء في الأقسام الخلفية من الأجنحة لدى كلا الجنسين.
ينتشر العتمريس الإيوي في أمريكا الشمالية، ويمتد انتشاره ما بين المناطق الجنوبية الشرقية من مانيتوبا، وأقاصي شمال أونتاريو، كيبيك، ونيو برونسويك في كندا. كما تنتشر في تكساس، داكوتا الشمالية والجنوبية، نيو ميكسيكو، نبراسكا، وكولورادو في الولايات المتحدة الأمريكية.